# Seznam kulturních památek v Kozojedech (okres Plzeň-sever)
Tento seznam nemovitých kulturních památek v obci Kozojedy v okrese Plzeň-sever vychází z  Ústředního seznamu kulturních památek ČR, který na základě zákona č. 20/1987 Sb., o státní památkové péči, vede Národní památkový ústav jako ústřední organizace státní památkové péče. Údaje jsou průběžně upřesňovány, přesto mohou obsahovat i řadu věcných a formálních chyb a nepřesností či být neaktuální. 
Pokud byly některé části dotčeného území vyčleněny do samostatných seznamů, měly by být odkazy na tyto dílčí seznamy uvedeny v úvodu tohoto seznamu nebo v úvodu příslušné sekce seznamu.

## Kozojedy
|  | Kategorie „World War I memorial in Kozojedy (Plzeň-North District) “ na Wikimedia Commons | Hledat fotografie a kategorie ve Wikimedia Commons podle rejstříkového čísla památky | Nahrát snímek k tomuto tématu do úložiště Wikimedia Commons |  |

|  | Kategorie „Saint Nicholas church (Kozojedy) “ na Wikimedia Commons | Hledat fotografie a kategorie ve Wikimedia Commons podle rejstříkového čísla památky | Nahrát snímek k tomuto tématu do úložiště Wikimedia Commons |  |

|  | Kategorie „Chapel of Saint Anne (Kozojedy) “ na Wikimedia Commons | Hledat fotografie a kategorie ve Wikimedia Commons podle rejstříkového čísla památky | Nahrát snímek k tomuto tématu do úložiště Wikimedia Commons |  |

## Borek
|  |  | Hledat fotografie a kategorie ve Wikimedia Commons podle rejstříkového čísla památky | Nahrát snímek k tomuto tématu do úložiště Wikimedia Commons |  |

|  |  | Hledat fotografie a kategorie ve Wikimedia Commons podle rejstříkového čísla památky | Nahrát snímek k tomuto tématu do úložiště Wikimedia Commons |  |

|  |  | Hledat fotografie a kategorie ve Wikimedia Commons podle rejstříkového čísla památky | Nahrát snímek k tomuto tématu do úložiště Wikimedia Commons |  |

## Břízsko
|  |  | Hledat fotografie a kategorie ve Wikimedia Commons podle rejstříkového čísla památky | Nahrát snímek k tomuto tématu do úložiště Wikimedia Commons |  |

|  |  | Hledat fotografie a kategorie ve Wikimedia Commons podle rejstříkového čísla památky | Nahrát snímek k tomuto tématu do úložiště Wikimedia Commons |  |

|  |  | Hledat fotografie a kategorie ve Wikimedia Commons podle rejstříkového čísla památky | Nahrát snímek k tomuto tématu do úložiště Wikimedia Commons |  |

## Lednice
| Památka                           | Fotografie        | Rejstříkové číslo v ÚSKP                                                             | Sídelní útvar                                               | Poloha                                          | Popis a poznámky                                               |
| --------------------------------- | ----------------- | ------------------------------------------------------------------------------------ | ----------------------------------------------------------- | ----------------------------------------------- | -------------------------------------------------------------- |
| Zemědělský dvůr čp. 1 (Q33250393) | \| \| \| \| \| \| | 47244/4-1360 Pam. katalog MIS                                                        | Lednice                                                     | Lednice 1 49°56′35,7″ s. š., 13°30′43,48″ v. d. | Zemědělský dvůr · Zapsáno do státního seznamu před rokem 1988. |
|                                   |                   | Hledat fotografie a kategorie ve Wikimedia Commons podle rejstříkového čísla památky | Nahrát snímek k tomuto tématu do úložiště Wikimedia Commons |                                                 |                                                                |

## Robčice
|  |  | Hledat fotografie a kategorie ve Wikimedia Commons podle rejstříkového čísla památky | Nahrát snímek k tomuto tématu do úložiště Wikimedia Commons |  |

|  |  | Hledat fotografie a kategorie ve Wikimedia Commons podle rejstříkového čísla památky | Nahrát snímek k tomuto tématu do úložiště Wikimedia Commons |  |